# ベゲタ

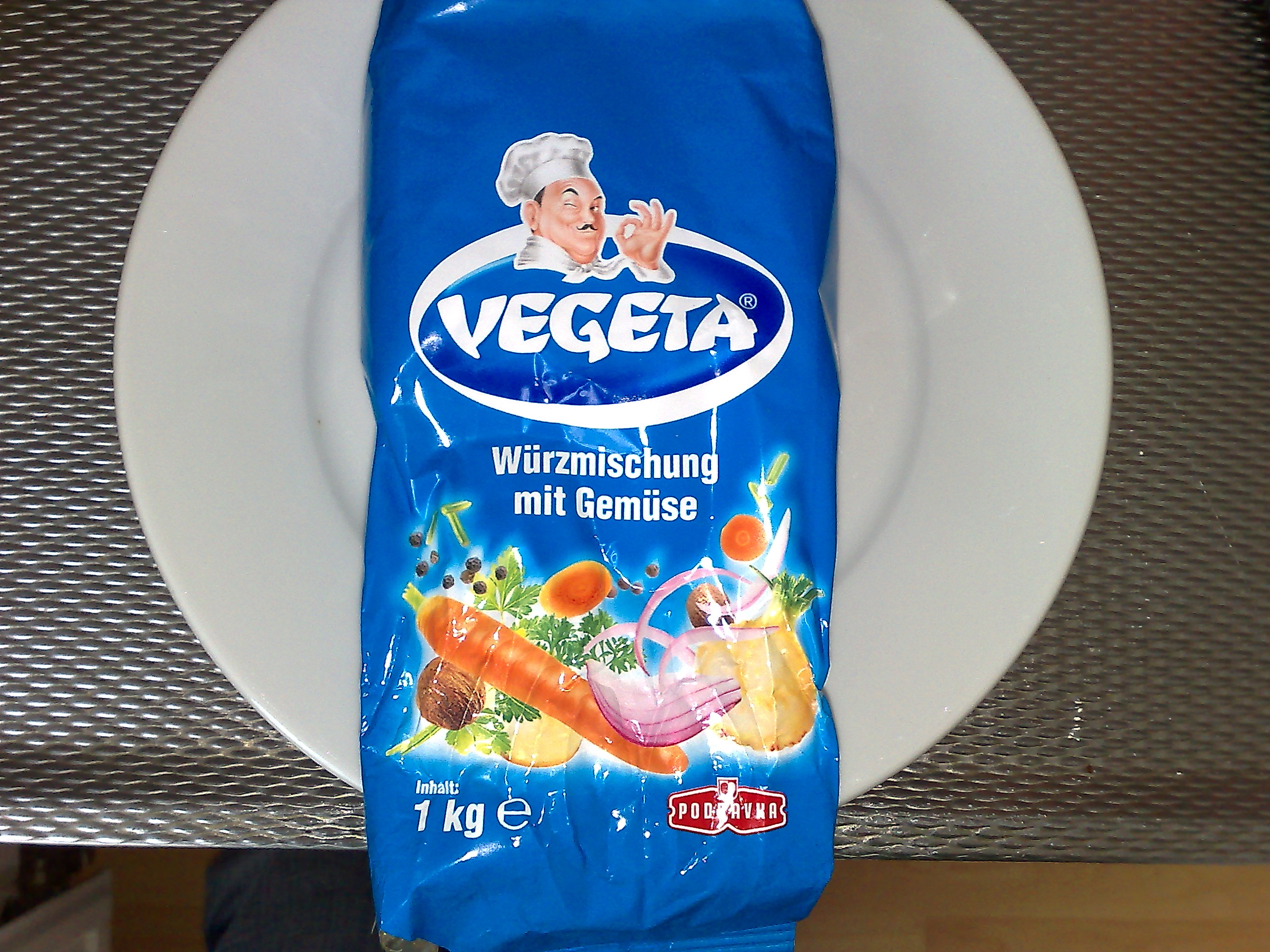
ベゲタのパッケージ

ベゲタ（クロアチア語: Vegeta）とは香辛料と数種類の野菜を混ぜあわせた調味料である。1959年にボスニア・ヘルツェゴビナのクロアチア人科学者のズラタ・バルトルが開発し、世界中で販売される商品になった。クロアチアのコプリヴニツァにあるポドラヴカ社やポーランドにあるポドラヴカ社の子会社が生産している。
ベゲタの原材料は以下のとおり（2008年製造時点）:
- 塩 最大56%
- 乾燥野菜 15.5 % （ニンジン、パースニップ、タマネギ、セロリ、パセリ）
- うま味調味料 （グルタミン酸ナトリウム 最大15%、イノシン酸ナトリウム (en) ）
- 砂糖
- 香辛料
- コーンスターチ
- リボフラビン （着色料）

| エネルギー量 | 583 kJ (137 kcal) |
| タンパク質   | 8.5 g             |
| 炭水化物     | 24.5 g            |
| 脂肪         | 0.6 g             |

ベゲタは1958年、ポドラヴカ社の研究所で考案され、ズラタ・バルトル教授が率いる開発チームによって生み出された。1959年に「Vegeta 40」の名でユーゴスラビアにて発売された。1967年にはハンガリーやソビエト連邦でも発売されるようになり、現在では約40カ国で販売されている。